# محلل الفحم

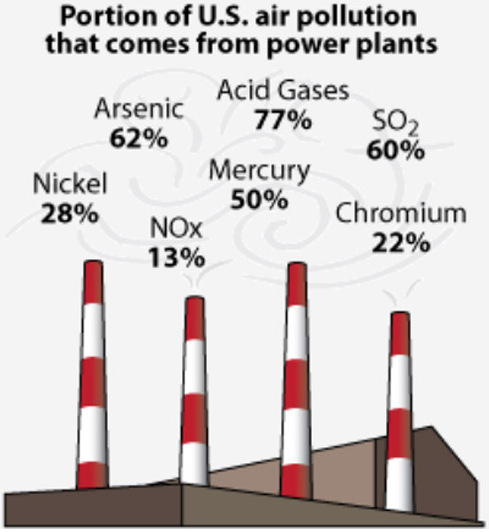
محلل الفحم

محلل الفحم يتم استخدام محلل الفحم من قبل منتجي الفحم , مصانع تجهيز الفحم، ومحطات الطاقة التي تعمل بالفحم لتحديد نوعيه الفحم المستخدم في الوقت الحالي. تعتمد جوده الفحم على نسب المكونات الموجوده به مثل نسبة الرماد، نسبة الرطوبة، نسبة الكبريت، وقيمة الطاقة ( المعروفة أيضا باسم المحتوي الحراري ) .

## المميزات
بالرغم من أن معظم العمليات على الفحم تستطيع الحصول على هذه المعلومات عن طريق أخذ عينات مادية، ثم تحضير العينات وتحليلها باستخدام المعدات المعملية . وهذه العملية تستغرق عاده حوالي 24 ساعه من جمع العينات حتي ظهور نتائج التحليل النهائية .
ولكن عند استخدام محلل الفحم فإنه يوفر المعلومات كل دقيقة سواء كانت في المنجم أو في محطات توليد الكهرباء . وهذه المعلومات الدورية تساعد المشغل لتحسين العملية بإتخاذ إجراءات التحكم المناسبة في الوقت المناسب، مثل الفرز والخلط .

## الأنواع
يوجد أنواع مختلفة من أجهزة تحليل الفحم. من أكثر هذه الأجهزة تطورا هو جهاز التحليل الفوري بالتنشيط النيتروني جاما (PGNAA) لتحديد جوده مكونات الفحم . ويوجد أيضا تحليل العناصر بالليزر التي تسبب انهيار طيفي للمكونات وتسمي (LIBS) . لقياس نسبة الرطوبة يتم استخدام تكنولوجيا الميكرويف. لقياس نسبة الرماد يتم استخدام أجهزة تعمل بأشعة جاما.

## النشاة
كانت الولايات المتحدة واستراليا هما أول الدول تستخدم تحليل الفحم في أوائل 1980 . وكان الطلب على استخدام تحليل الفحم أكبر في الولايات المتحده بسبب الحاجة إلي السيطرة على نسبة الكبريت في الهواء التي نص عليها قانون الهواء النظيف عام 1977. بحلول عام 2005 كان هناك أكثر من 600 محلل للفحم يستخدم في جميع انحاء العالم .